# سوورتزنه
سوورتزنه (به ایتالیایی: Soverzene) یک کومونه در ایتالیا است که در استان بلونو واقع شده‌است.

## خصوصیات
سوورتزنه ۱۴٫۸ کیلومترمربع مساحت و ۴۱۲ نفر جمعیت دارد.